# Haudrecy

Haudrecy este o comună în departamentul Ardennes din nordul Franței. În 1 ianuarie 2022 avea o populație de 328 de locuitori.